# Francisco Álvarez-Cascos

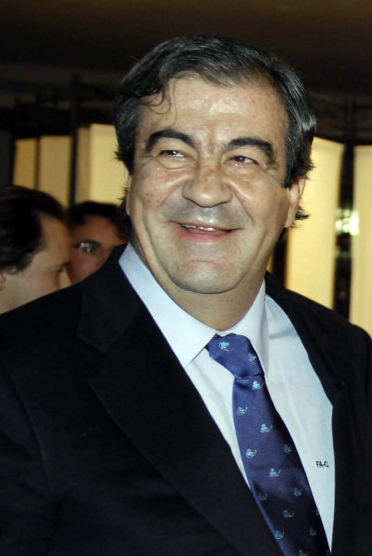
Francisco Álvarez Cascos

Francisco Álvarez-Cascos Fernández (Madrid, 1 oktober 1947) is een Spaanse politicus van de conservatieve Partido Popular. Hij is secretaris-generaal van die partij tussen januari 1989 en januari 1999.
Álvarez-Cascos is ingenieur in de weg- en waterbouw. Hij is senator van 1982 tot 1986 en is afgevaardigde in het congres van 1986 tot 2004 voor de regio Asturië. Daarnaast is hij in de achtereenvolgende regeringen van José María Aznar minister van het Presidentschap en vicepremier (mei 1996 tot april 2000) en minister van Publieke Werken (april 2000 tot april 2004).
In januari 2011 verlaat Álvarez-Cascos de Partido Popular nadat deze hem niet heeft willen kandideren voor het presidentschap van de autonome gemeenschap Asturië.
Buiten de politiek is Álvarez-Cascos getrouwd en vader van vier kinderen. 